# Frankfurt Trench British Cemetery
Le Frankfurt Trench British Cemetery (cimetière militaire britannique Frankfurt Trench) est un cimetière militaire de la Première Guerre mondiale, situé sur le territoire de la commune de Beaumont-Hamel, dans le département de la Somme, au nord-est d'Amiens.

## Localisation
Ce cimetière est situé au beau milieu des cultures à 1 km du village. L'accès se fait par la D 163 en empruntant un chemin agricole sur environ 400 m. De là, on peut apercevoir dans la plaine à 300 m au nord le cimetière Waggon Road et à 100 m au sud, le Beaumont-Hamel British Cemetery.

## Histoire

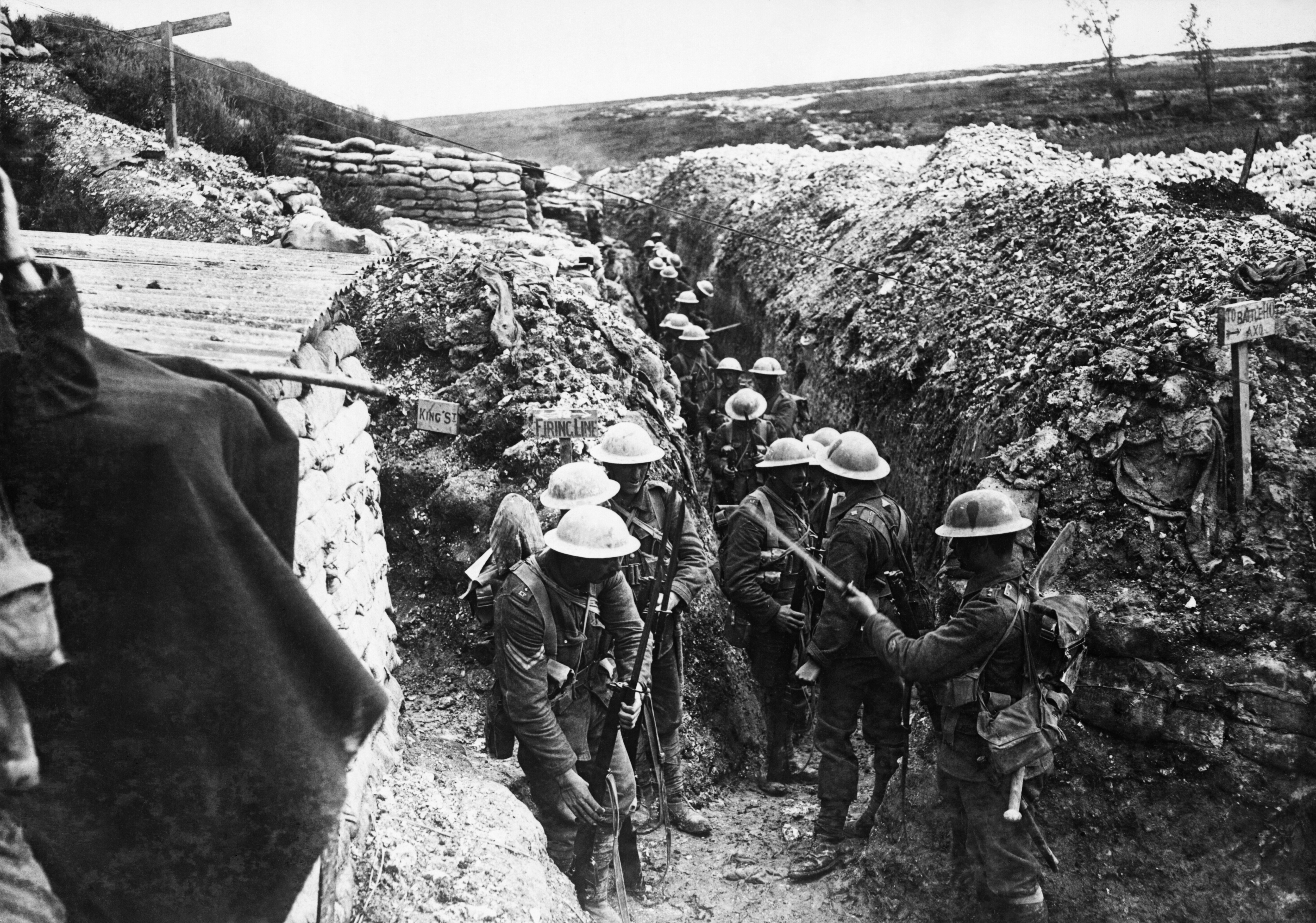
Soldats du Lancahire Fusiliers dans une tranchée à Beaumont-Hamel en 1916.

Beaumont-Hamel est attaqué par la 29e division le 1er juillet 1916, mais il ne peut être pris. Il est de nouveau attaqué et pris le 13 novembre 1916 par les 51e (Highland) et 63e (Royal Naval) Divisions. Le cimetière britannique de la tranchée de Francfort tire son nom d'une tranchée allemande située à environ 1,6 kilomètre au nord-est du village, qui est restée aux mains de l'ennemi jusqu'à la retraite allemande au début de 1917. Le cimetière a été créé par le 5e Corps après cette retraite, lorsque leurs unités ont réuni les corps des champs de bataille du secteur.

Il y a les corps de 126 soldats britanniques inhumés dans ce cimetière, dont 28 ne sont pas identifiés.

## Caractéristique
Le cimetière a un plan rectangulaire de 20 m sur 10. Il est clos par une haie d'arbustes.

## Sépultures
| Pays        | Sépultures |
| ----------- | ---------- |
| Royaume-Uni | 161        |

## Galerie

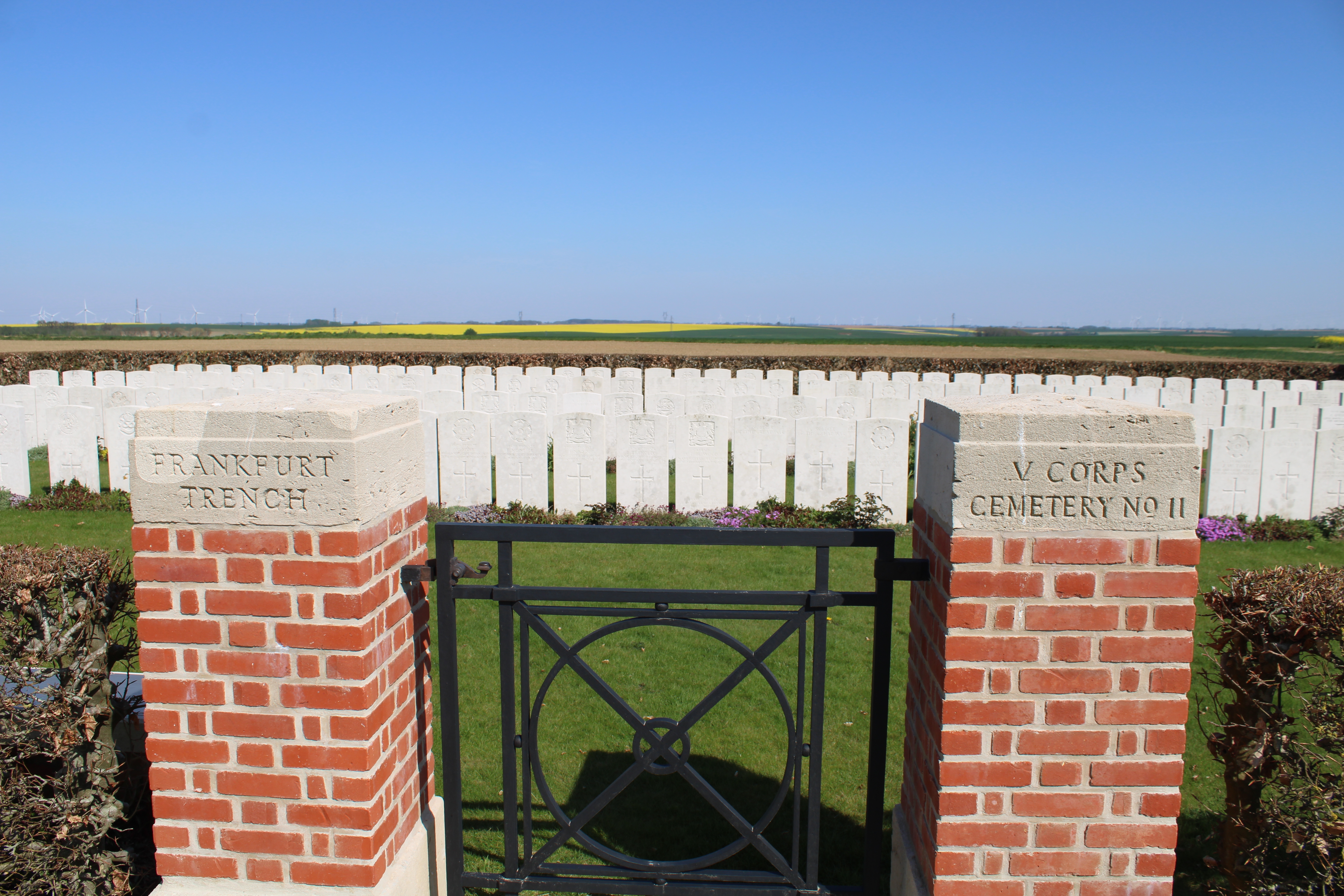
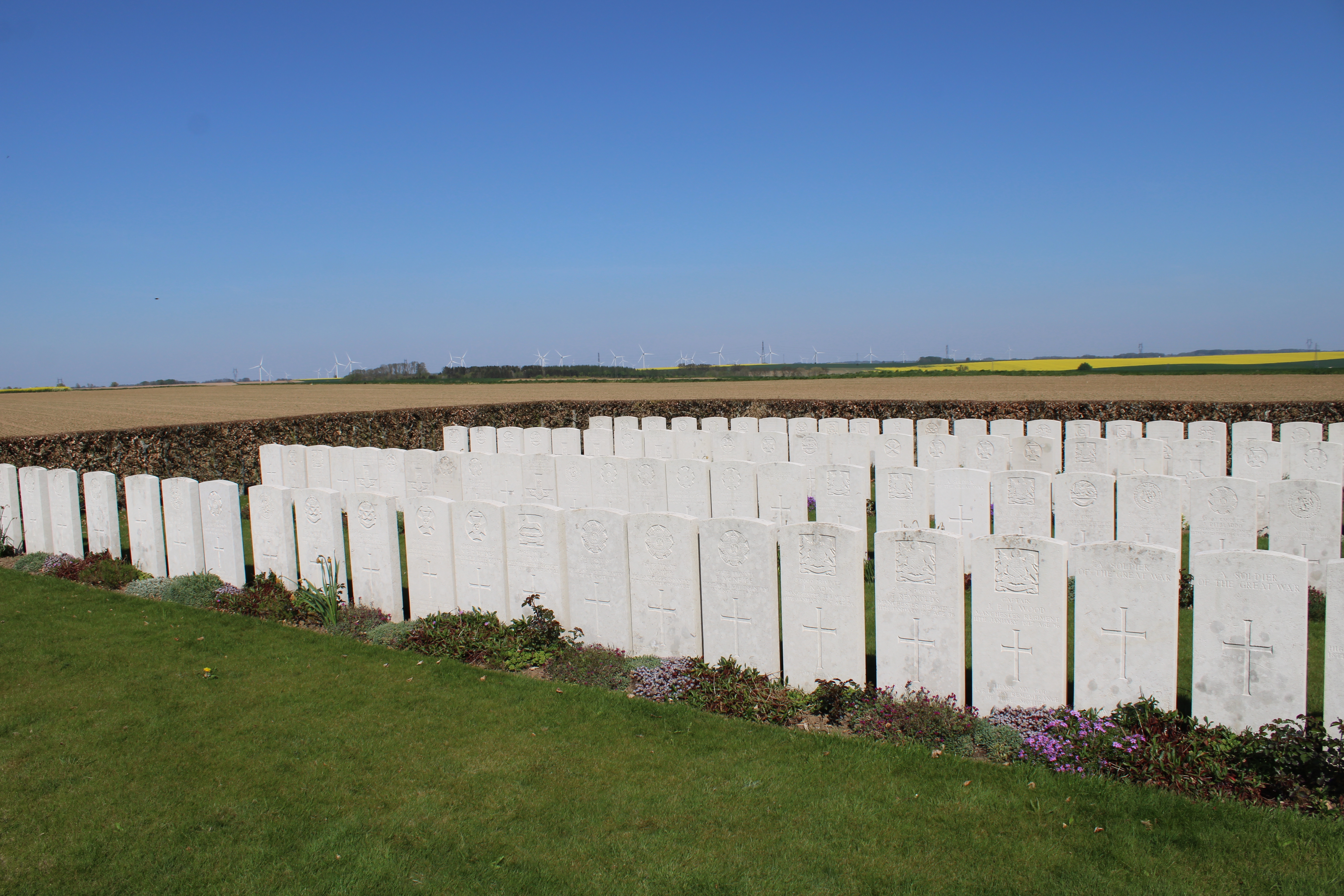
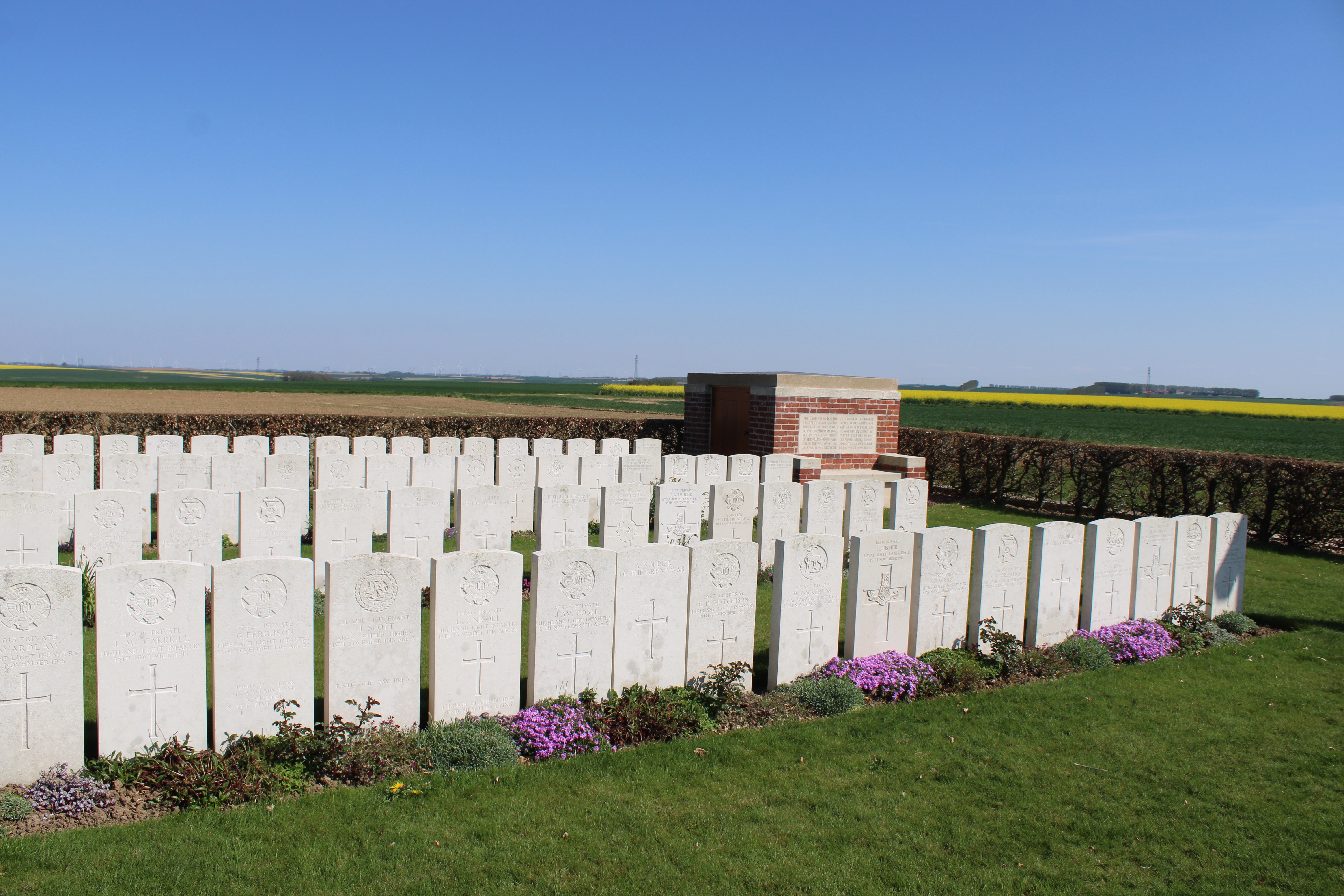
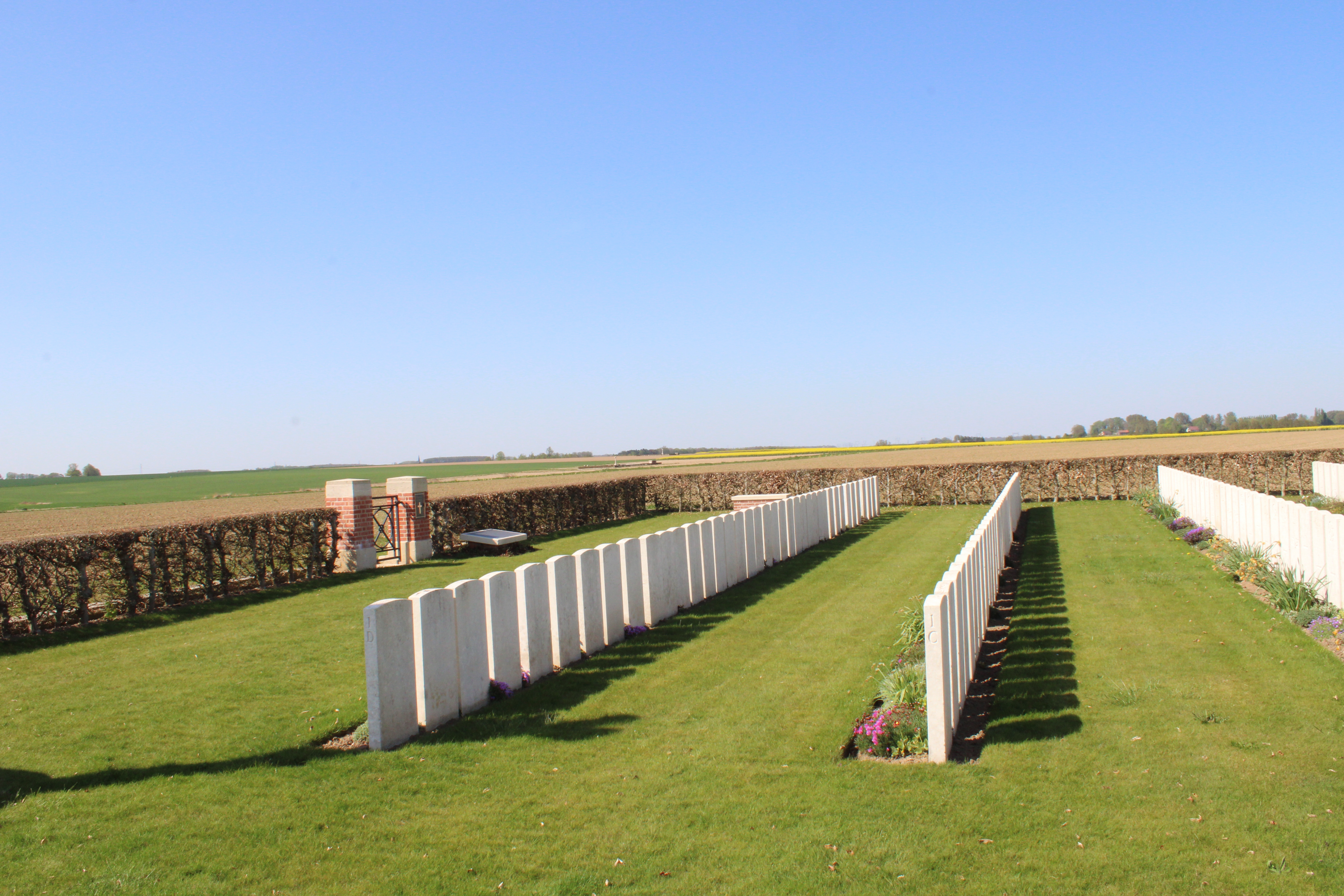
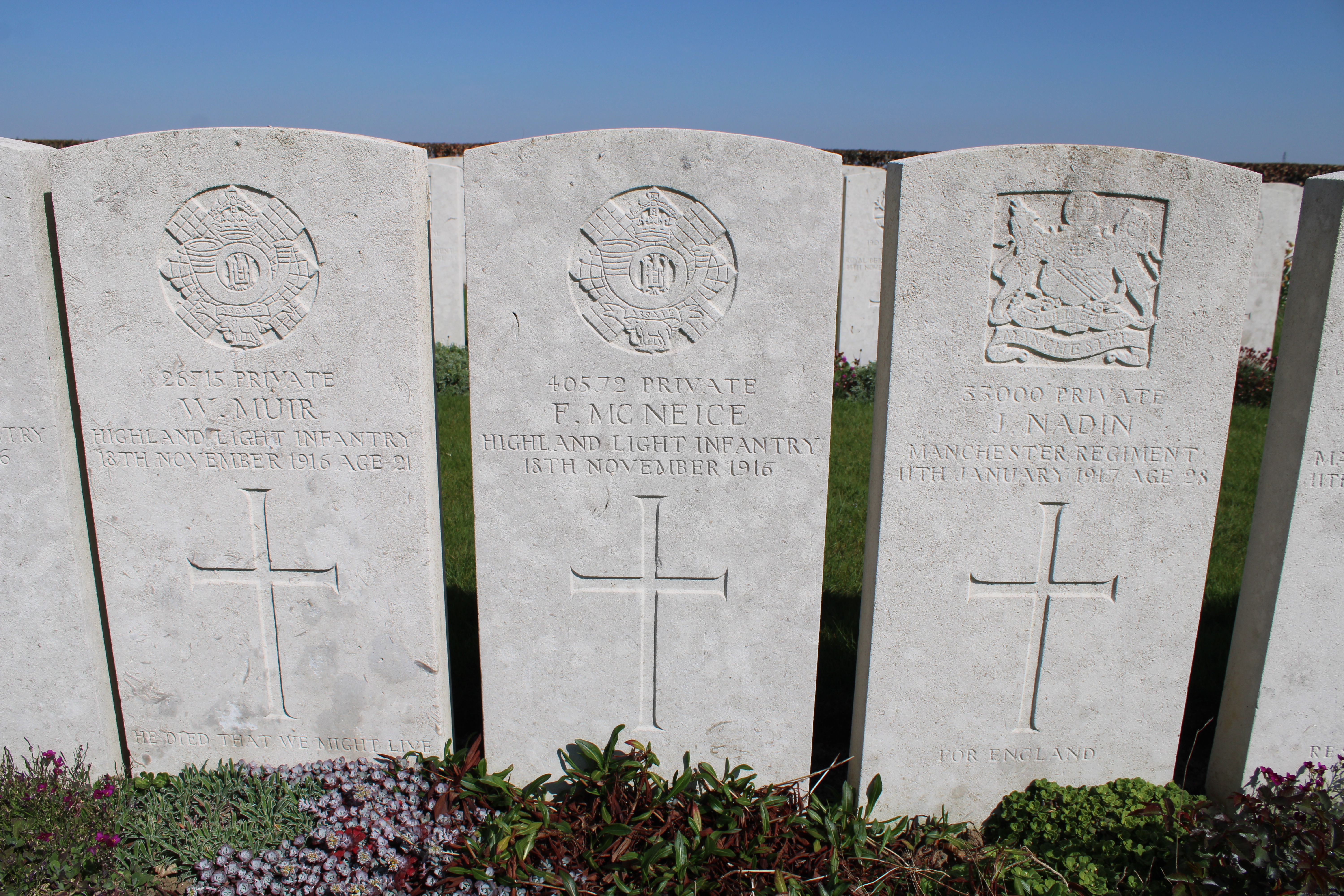
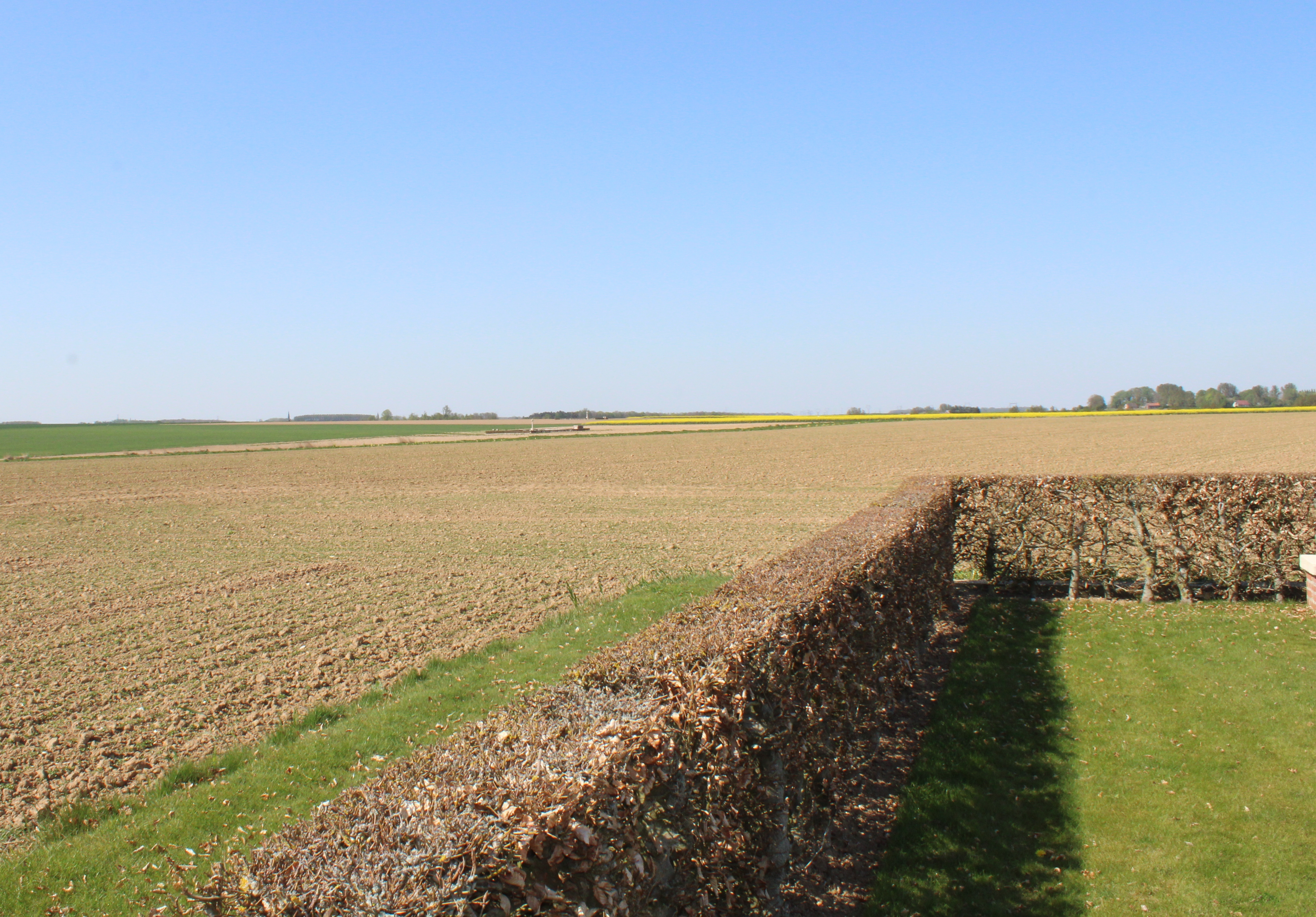
À l'horizon, on aperçoit le cimetière Waggon Road.